# ISO 3166-2:UZ
ISO 3166-2:UZ — стандарт Міжнародної організації зі стандартизації, який визначає геокоди. Є частиною стандарту ISO 3166-2, що належать Узбекистану. Стандарт охоплює одне місто-столицю, республіку та дванадцять областей (узб. вилоят, viloyat) країни.

## Загальні відомості
Кожен геокод складається з двох частин: коду Alpha2 за стандартом ISO 3166-1 для Узбекистану — UZ та додаткового двохлітерного коду, записаних через дефіс. Додатковий двохлітерний код утворений, як правило, співзвучно абревіатурі англійської назви адміністративної одиниці. Геокоди республіки, міста та областей є підмножиною коду домену верхнього рівня — UZ, присвоєного Узбекистану відповідно до стандартів ISO 3166-1.

## Геокоди Узбекистану
Геокоди 1-ї республіки, 12-х областей та 1-го  міста адміністративно-територіального поділу Узбекистану.
| №* | Геокод | Адміністративна одиниця  | Статус     |
| -- | ------ | ------------------------ | ---------- |
| 1  | UZ-QR  | Каракалпакстан           | республіка |
| 2  | UZ-AN  | Андижанська область      | область    |
| 3  | UZ-BU  | Бухарська область        | область    |
| 4  | UZ-JI  | Джиззацька область       | область    |
| 5  | UZ-QA  | Кашкадар'їнська область  | область    |
| 6  | UZ-NW  | Навоїйська область       | область    |
| 7  | UZ-NG  | Наманганська область     | область    |
| 8  | UZ-SA  | Самаркандська область    | область    |
| 9  | UZ-SI  | Сирдар'їнська область    | область    |
| 10 | UZ-SU  | Сурхандар'їнська область | область    |
| 11 | UZ-TO  | Ташкентська область      | область    |
| 12 | UZ-FA  | Ферганська область       | область    |
| 13 | UZ-XO  | Хорезмська область       | область    |
| 14 | UZ-TK  | Ташкент                  | місто      |

* Номер по порядку адміністративної одиниці відповідає номеру позиції на мапі «Адміністративний поділ Узбекистану»

## Геокоди прикордонних для Узбекистану держав
- Казахстан — ISO 3166-2:KZ (на північному заході, півночі та північному сході),
- Киргизстан — ISO 3166-2:KG (на сході),
- Таджикистан — ISO 3166-2:TJ (на південному сході),
- Афганістан — ISO 3166-2:AF (на півдні),
- Туркменістан — ISO 3166-2:TM (на півдні та південному заході).